# Oregon Route 422
Az Oregon Route 422 (OR-422) egy oregoni állami országút, amely kelet–nyugati irányban a 62-es út Klamath Agencytől délkeletre fekvő elágazásától a U.S. Route 97 chiloquini csomópontjáig halad.
A szakasz Chiloquin Highway No. 422 néven is ismert.

## Leírás
A szakasz Klamath Agencytől délre ágazik le a 62-es útról keleti irányban. Egy északi irányú kanyart követően a pálya keresztezi a 97-es szövetségi utat, majd azt elhagyva Chiloquinba érkezik, ahol a főutcán délkeletről délnyugatra fordul, majd újra a 97-es úthoz érkezik.
A Chiloquinban fekvő kereszteződésben továbbhaladva a 422S jelzésű, 310 méter hosszú szakasz fut, amely a Williamson-folyó túlpartjáig halad.